# Reprezentacja Rumunii w hokeju na lodzie mężczyzn
Reprezentacja Rumunii w hokeju na lodzie mężczyzn — kadra Rumunii w hokeju na lodzie mężczyzn.

## Historia
Od 1924 roku jest członkiem IIHF.